# Kruiskapel (Montfort)
De Kruiskapel is een kapel in Montfort in de Nederlandse gemeente Roerdalen. De kapel staat aan de Linnerweg waar de Oude Montforterweg hierop uitkomt ten noorden van het dorp in het buitengebied.
De kapel is gewijd aan het kruis.

## Gebouw
De witte kapel is een niskapel op een rechthoekig grondplan. De kapel bestaat uit een rechthoekige kolom, waarvan het centrale deel van de verschillende gevelvlakken ruw uitgevoerd, waarboven de gevels elk een spitsboog hebben en het geheel eindigt in een kruisdak. Midden bovenop de kapel staat een zwart kruis met witte corpus. In de frontgevel bevindt zich in de spitsboog een spitsboogvormige nis die wordt afgesloten met een zwart geschilderd hek.